# P2PTV
Peer-to-Peer-TV (engl. peer „Gleichgestellter“, „Ebenbürtiger“) oder kurz P2PTV ist eine Bezeichnung für Fernsehen über das Internet, das über ein Peer-to-Peer-Netz geschieht, bei dem alle Teilnehmer die empfangenen Video-Streams gleichzeitig anderen zur Verfügung stellen.
Beim klassischen Rundfunk gibt es eine zentrale Sendeinstanz, die viele Empfänger mit denselben Inhalten versorgt (Multicast), wobei es nicht vorgesehen ist, dass die Empfänger in großem Umfang mit dem Sender kommunizieren. Oder anders ausgedrückt: Der Informationsfluss geht nur in eine Richtung – also unidirektional – vom Sender zum Empfänger.
P2PTV hingegen basiert auf einem rückkanalfähigen, möglichst synchronen IP-Verteilungsnetz. Durch den Rückkanal, der regulär einen umfangreichen Informationsfluss auch vom Empfänger weg ermöglicht, kann ein Client (Empfänger) auch als Server (Sender) auftreten. Jeder Teilnehmer im Netzwerk fungiert also gleichzeitig als Empfänger und Sender. Der Vorteil für einen Anbieter von Sendeinhalten besteht darin, dass er kaum eigene Serverkapazitäten bereitstellen muss.

P2P-Next ist ein Forschungsprojekt der Europäischen Union, das sich mit technischen und rechtlichen Fragen der Verbreitung von Fernsehen über Internet-Peer-to-Peer-Netze beschäftigt.

## P2PTV-Anwendungsprogramme
- Alluvium
- Babelgum
- BitTorrent[2]
- CoolStreaming
- Cybersky-TV
- Feidian
- Joost

Peer-to-Peer-basiertes TV-Netzwerk

Server-basiertes Netzwerk (nicht Peer-to-Peer)

- KeyHoleTV des japanischen Ministeriums für Innere Angelegenheiten und Kommunikation
- Livestation
- Miro
- Octoshape
- OnLineLive
- PeerCast
- PPLive
- PPStream
- ReelTime.com
- SopCast
- TVants
- TVUPlayer
- Vuze
- Wivi
- Zattoo

## Verweise